# Mitică Pricop
Mitică Pricop (ur. 25 października 1977 w Konstancy) – rumuński kajakarz, kanadyjkarz. Dwukrotny medalista olimpijski z Sydney.
W Sydney w duecie z Florinem Popescu stanął na podium w obu wyścigach kanadyjkowych dwójek - zwyciężali na 1000 metrów, a na dwukrotnie krótszym dystansie zajęli trzecie miejsce. Stawał na podium mistrzostw świata (m.in. złoto w czwórce w 2003). Zakończył karierę po igrzyskach w Atenach.